# Vanhan Vaasan asemanpuisto
Le parc de la gare de l'ancien Vaasa (finnois : Vanhan Vaasan asemanpuisto) est un parc du quartier Vanha Vaasa de Vaasa en Finlande.

## Présentation
Le parc de la gare, d'une valeur historique, est situé dans l'ancien Vaasa, le long de la voie ferrée derrière le parc de l'église Sainte-Marie en ruine (fi).
Le parc de la gare a été conçu en 1909.
De nombreuses espèces différentes de la végétation d'origine du parc ont survécu à ce jour. Le parc compte des arbres à feuilles caduques, des arbustes ornementaux, ainsi que des plantes à fleurs vivaces et une longue rangée de tilleuls.